# 20073 Юміко
20073 Юміко (20073 Yumiko) — астероїд головного поясу, відкритий 9 січня 1994 року.
Тіссеранів параметр щодо Юпітера — 3,580.
Названо на честь Юміко (яп. ゆみこ(□□子)).